# 佐伯貴弘
佐伯 貴弘（さえき たかひろ、1970年4月18日 - ）は、大阪府大阪市東成区出身の元プロ野球選手（外野手・内野手、左投左打）・二軍監督・コーチ、野球解説者。業務提携先はTCP-ARTIST。

## 経歴

### プロ入り前
小学2年生のときに同級生の誘いで野球を始める。その年に父を亡くし、家計を支えるために働き詰めだった母と祖母の姿を見て、この人たちのために自分はプロ野球選手になろうと決心する。子どもの頃から背が高く一学年上のチームでプレーし、投手で4番打者だった。中学時代はボーイズリーグの大阪東ジャガーズに所属。尽誠学園高校時代は2年時に第69回全国高等学校野球選手権大会に「6番・左翼手」で出場し（本来ポジションは一塁か投手だったが先輩に譲り左翼を守った）2試合で2安打を記録した。また、高校の1学年先輩に伊良部秀輝（元ロッテほか）、1学年後輩に宮地克彦（元ソフトバンクほか）、（尽誠・大商大通じて）2学年後輩に谷佳知（元オリックスほか）がおり、伊良部とは寮で同部屋だった。高校卒業後は大阪商業大学へ進学。関西六大学リーグで通算95試合出場し、330打数104安打、打率.315、12本塁打、57打点を記録。1991年に春季と秋季の二季連続でリーグ戦の三冠王になった。同年は日米大学野球選手権大会の日本代表にも選出された。最優秀選手1回、ベストナイン4回受賞。通算12本塁打、1季4本塁打、3試合連続本塁打（2度）はいずれも新制関西六大学リーグ記録である。投手としても対龍谷大学戦で完封勝利を挙げるなど2勝している。
1992年度プロ野球ドラフト会議にて横浜ベイスターズが2位指名で交渉権を獲得し、契約金7000万円、年俸720万円（金額はいずれも推定）で契約を合意し、入団。横浜はこの年のオフに「横浜大洋ホエールズ」から改称したため、「ベイスターズ」としての初のドラフト指名選手の一人となった。そのため、ドラフト会議当日にベイスターズから指名がかかった事を告げられた際には思わず「どこやそれ！」と言ってしまった。

### 横浜時代

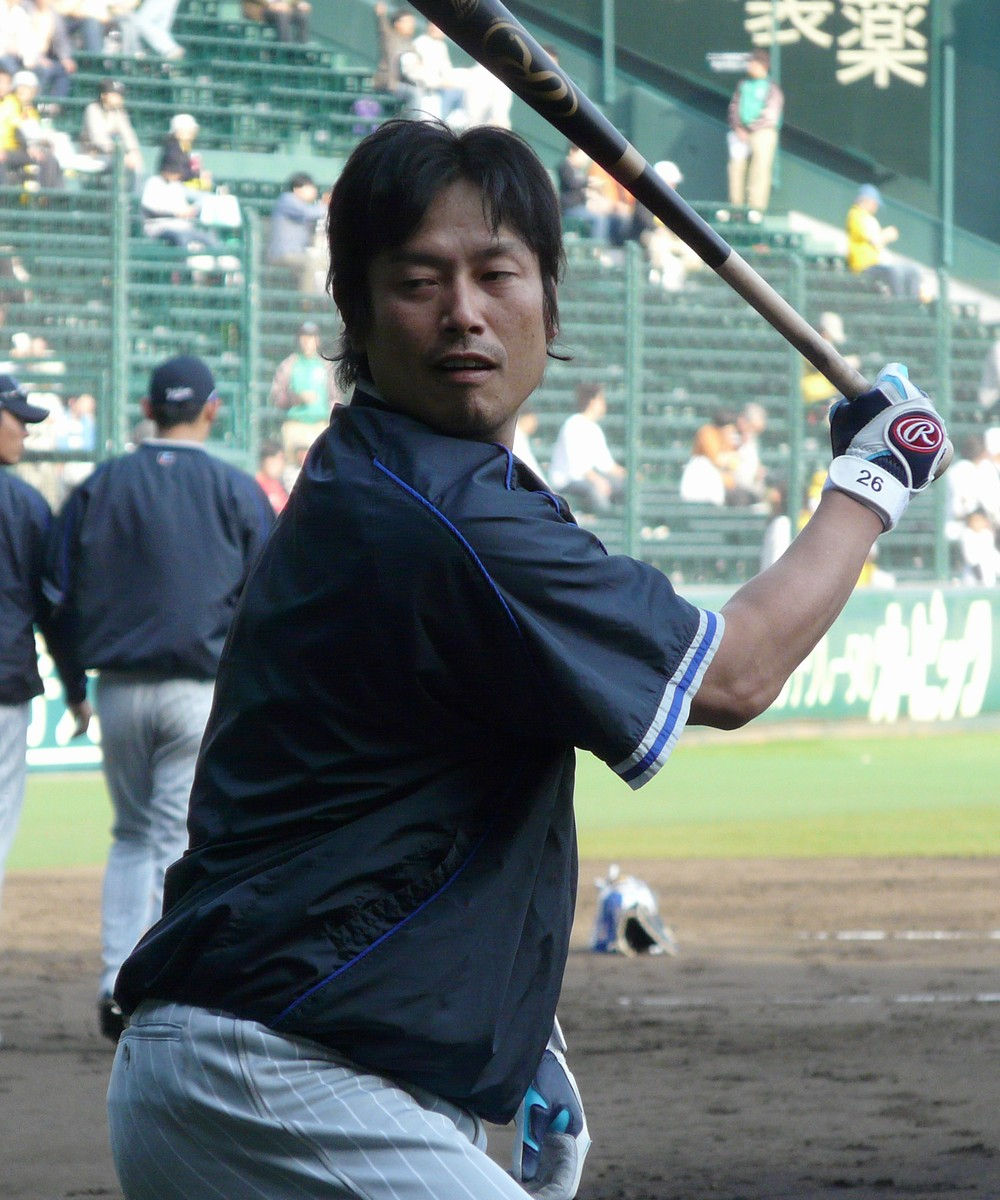
横浜時代（2009年4月30日、阪神甲子園球場）

1993年5月23日の対広島東洋カープ戦に代打で初出場。
1994年は107試合に出場し、プロ入り初の2桁本塁打を記録。
1995年にオールスターゲームにファン投票で初選出される。成績が伴わないことから辞退を考えていたものの、当時巨人に在籍していた落合博満に「お前を純粋に見たいと思って入れた人もいる。出ろ」と言われて出場を決意した。
1996年は開幕スタメン左翼手を勝ち取り、チームの快進撃とも相まって、斎藤隆と共に4月の月間MVPに選出される。5月には月間41安打を記録し、ジム・パチョレックが持つ球団の月間安打記録に並ぶ。前半戦は打率ランキングの上位に顔を出し、グレン・ブラッグスがスタメンから外れた時は右翼手として出場し、オールスターゲームにも2年連続で出場。後半戦に入り調子を落とすも、プロ入り初の規定打席に到達した。
1997年は前年まで守っていた左翼手のレギュラーをこの年首位打者を獲得した鈴木尚典に明け渡し、右翼手として新外国人ビル・セルビーと併用され、打率.260、4本塁打という平凡な成績に終わる。
1998年は近鉄バファローズから移籍してきた中根仁と左右の併用でマシンガン打線の6番打者として活躍した。38年ぶりのリーグ優勝・日本一に貢献した。7月15日の対巨人戦で槙原寛己との打席で右飛に打ち取られたが、槙原の投球が直前にボークと判断されたためアウトが取り消しとなり、その仕切り直しの打席で2点本塁打を放った。この試合は当初7-0で巨人の一方的な展開であったが、この本塁打で12-12の同点となり、その後のサヨナラ勝利を呼び込むきっかけとなった。また、優勝が決まった10月8日の阪神戦では、2-3と1点ビハインドの8回表に二死一塁の場面で四球を選び、その後進藤達哉の2点適時打で逆転。佐伯が決勝のホームを踏んだ。
1999年も好調を維持し、規定打席には届かなかったがプロ入り初の打率3割を記録する。また入団年以来の一塁守備に就く。2000年は正一塁手の駒田徳広の不調により一塁手での出場が増え、1996年以来となる自身2度目の規定打席到達を果たす。
2001年、駒田の退団に伴い、背番号を大学時代にもつけていた10へ変更。3回目のオールスターゲーム出場、140試合フル出場を果たし、初の2桁盗塁と打率ランキングベスト10入りを記録した。
2002年、2003年と故障もあってあまり調子が上がらなかったが、2004年は夏場以降調子を上げていき、最終的にリーグ3位の打率.322を記録するなど自己最高の成績を残した。7月16日の対広島戦でジョン・ベイルから遊撃内野安打で1000本安打達成。9月3日の対ヤクルトスワローズ戦で鎌田祐哉から通算100本塁打を達成。日米野球ではフランシスコ・ロドリゲスから日本人選手では全試合で唯一人本塁打を放った。しかし、球団側がフリーエージェント (FA) の権利を行使した場合の慰留の意思を示さなかったことに愛する不信感から、10月16日の最終戦の試合後にFA権を行使することを明言した。しかしその後、翌年から新しく監督就任が決まっていた牛島和彦から慰留されたことや、球団が佐伯の要求に応え、翌シーズンから巨人戦で内野自由席を設ける確約を得たことなどから、同月31日にはチームに残留する旨を球団側に伝えた。同年の契約更改ではたくさんの人に来てほしいということから、入場料を安くしてほしいという提案もしている。
2005年はタイロン・ウッズの代替として獲得したケビン・ウィットがインフルエンザで欠場したため、新監督の牛島から開幕から4番打者に指名される。結果的に全試合4番として出場を果たし、自己最多の88打点を記録し、4番の責任を果たしたが球団からの評価は低く契約更改でも四番打者としては本塁打が少ないと現状維持を提示されたがそれを保留。最終的には微増の提示を勝ち取り、オフには長打力を意識したフォーム改造に着手するが、逆にこれが翌年の大不振に繋がってしまった。
2006年も引き続き開幕から4番を任されるが打率が2割前後に低迷。それでも4番での起用が続き「4番・佐伯」とコールされると、対戦相手のファンから拍手が起こってしまった。4月28日の対広島戦では決勝点となる逆転3ランを放ちお立ち台に立ったが、それまでの打撃不振から涙を流す一幕もあった。6月になってからは成長を見せていた村田修一に4番の座を明け渡した。9月7日の対広島戦では延長10回・二死満塁の場面で佐伯に打順が回ってくるが、カウント2ボール1ストライクからファウルを打った際に捕手の石原慶幸のミットが佐伯のバットに当たったため、打撃妨害となり1975年の池辺巌以来31年ぶりとなる「サヨナラ打撃妨害」で勝利するという珍事があった。この年は故障や不調の影響で86試合の出場に留まり、打率も2割台前半と低迷し、5本塁打に終わった。契約更改でも半額以下の6000万円での提示を受けたがこれにサインした。
2007年に初心に返るという意味合いを兼ね、背番号を入団時の26へ変更。一塁は吉村裕基が固定されたため、開幕はベンチからのスタートになった。しかし、他の選手の不振もあり3年ぶりに外野で先発起用されると、好調な打撃を見せ、5番打者に定着し、125試合に出場し、2年ぶりの規定打席に到達し、2桁本塁打、3年ぶりの打率3割を達成した。年俸も一億円台に返り咲いた。
2008年は開幕戦から「5番・一塁手」で出場するが、不振に陥り、好調の内川聖一にポジションを明け渡した。代打での打率は.304を記録し、中盤からは代打の切り札的存在として活躍。90試合で2本塁打に終わったが、意表を突くバント安打も幾度か成功させるなど代打要員として新たな境地を築いた1年だった。しかし、球団からの評価は厳しく、オフには70%ダウンの年俸3000万で更改。会見では「税金のこともあるし、これからは缶コーヒー1本買うのにも気をつけなくてはいけない」と冗談を発した。
2009年はダン・ジョンソンが一塁で起用されていたため、前年に続いて主に代打の切り札として使われていたが、ジョンソンの不振により交流戦以降は一塁で出ることが多くなった。7月15日には3年ぶりの盗塁をホームスチールで飾り、横浜の2年ぶりの4連勝を演出した。8月9日の対中日戦では中田賢一から通算150本塁打を達成。規定打席には届かなかったが、「5番・一塁手」のレギュラーに復帰し、2年ぶりの100試合出場・2桁本塁打を記録した。
2010年はチームの世代交代の波に飲まれ、開幕前からチャンスを与えられず二軍で過ごす時間が多かった。結局、10試合の出場にとどまり、9月10日には球団側から戦力外通告を受けた。それまでの歯に衣を着せぬ発言で球団フロントとの対立は頂点に達しており、球団幹部はこの日の会談で、佐伯をコーチとして残す考えもないことと、解説者など外部での経験を積んでも将来的に横浜のユニホームを着られる保証はないことなど、球団からの事実上の永久追放を通告した。

### 中日時代
2010年11月14日に韓国球団からコーチ兼任で契約の打診はあったが、それを断り、15日に中日ドラゴンズに移籍した。
2011年は開幕から代打で起用されるも1か月以上も無安打だった。5月20日の対西武戦で移籍後初のスタメン出場を果たし、逆転2点適時打を含む4安打を打ちチームの逆転勝利に貢献した。41歳としての4安打は球団史上初の記録であった。また、この年には当時の球団の三塁打及び本塁打の最年長記録を更新した（後に、山崎武司がこの記録を更新）。しかし、64試合の出場で打率.202、1本塁打、6打点に終わるなどシーズンを通しての活躍はできず、11月11日に前年に続き、二度目の戦力外通告を受けた。その後もソフトバンクとの日本シリーズ終了まではチームに帯同した。12月2日に自由契約公示された。

### 中日退団後
中日を自由契約となった後はプロ・アマ含めいずれのチームとの契約はなかったものの、テレビ番組に出演した際に「引退ではない」と語るなど、現役続行の道を模索して浪人生活を続けていた。
中日退団から1年近く経った2012年10月にロッテから入団テストのオファーを受け、11月の秋季キャンプにおいてテストを受けたものの、不合格に終わる。その後、21日の12球団合同トライアウト（鎌ケ谷・ファイターズ鎌ケ谷スタジアム）にも参加したが、どの球団からも獲得のオファーがなく、2013年2月3日に現役引退を表明。引退にあたり、「結果には後悔ばかりだが、結果を残すためにやってきたことに後悔はない」とのコメントを残している。

### 現役引退後
2014年から中日へ復帰すると、現役時代の同僚だった監督・谷繁元信の下で、中日二軍監督兼打撃コーチを務めた。
2015年には二軍監督へ専念した。
2016年に一軍守備コーチを務めたが、最下位に低迷し、8月9日付で谷繁と共に休養。事実上の解任のため、シーズン終了後に退団。なお、本人曰く「谷繁をいつか優勝させたい」との理由から、退団後も谷繁を「監督」と呼んでいる。
2017年以降はTBSチャンネル、テレビ神奈川、DAZNの野球解説者を務めている。また2025年からは、「プロ野球ニュース」(フジテレビONE)にも出演する。
前述の退団以降、ベイスターズとは絶縁状態だったが、親会社がDeNAに変わった影響もあってか、2023年6月4日に横浜スタジアムで開催されたイベント「BACK TO THE 1998 BAYSTARS 〜TALK SHOW〜」において優勝時メンバーの1人として登場した。

## 選手としての特徴
勝負強い打撃で「マシンガン打線」の一角を担い、1998年の横浜ベイスターズの日本一に貢献した中距離打者。その後も4番を任されるなど長きにわたりチームを支えた。
左投げのため、守備位置は一塁と外野。本来は一塁手だったが、若手時代は一塁に駒田徳広がいた事や外国人選手の事情によって外野に回される事が多かった。プロ入り当時は長距離打者として期待されていたが、守備位置が被りやすい外国人選手には長打では勝てないと考え、中距離打者にモデルチェンジした。
自分の打撃の基礎を築き上げてくれた指導者に、長池徳士、弘田澄男、竹之内雅史の名前を挙げている。

## 人物・エピソード
横浜に入団後、巨人に同期入団した松井秀喜の向こうを張って、自ら松井の愛称「ゴジラ」から由来する「メカゴジラ」という愛称を名づけ、ヘルメットに"MECHA"と書かれたシールを貼り付けていた。しかし、ファンにはあまり浸透しなかった（チームメイトからは「メカ」と呼ばれている）。
練習の虫であり、毎朝6時には球場入りし、トレーニングを欠かさなかった。ベテラン選手になっても、試合では誰よりも率先して声を出し、二軍では打席を終えた後輩のバットを拾いに行っていた。
横浜時代はチームマスコットのブラックホッシーや阪神タイガースのマスコットであるトラッキーにプロレス技の"ジャイアントスイング"をかけるパフォーマンスを行ってファンを沸かせた。
現役時代は横浜市の社会福祉協議会を通じて、母子支援施設や一人親家庭にシーズンシートを寄付し横浜スタジアムに招待していた。佐伯自身も幼い頃に父を亡くし、一人親家庭で育っている。
横浜スタジアムで試合前の練習中にファンの少年から「今日打ってよ」と声をかけられ、佐伯はその少年に「（今日）打つから見ておけ」と言い、その日試合で代打出場。有言実行となるフェンス直撃の適時二塁打を放って少年を喜ばせた。なお、その少年は後にプロ入りし、チームメイトになる内藤雄太であった。
子どもの頃から大の鉄道ファン（撮り鉄）で、中でも近鉄電車が大好きだった。また、プロ野球は近鉄バファローズの大ファンで、その他にも子どものころは阪神タイガースと、野球を始めるきっかけをくれた友人がファンだった広島東洋カープを応援していた。
指揮者の西本智実とは小学校の同級生で、佐伯が生徒会長で西本が副会長を務めていた。
お笑い芸人の山崎まさやとは親交があり、お互いを「山ちゃん」、「メカちゃん」と呼び合う仲である。またその縁で、山崎が司会を務めるTV番組「今夜もドル箱」にゲスト出演することもあった。山崎は佐伯を「野球に対して、いつも真面目でストイック。空気を大事にしていてやるときはやる。ふざける時はふざける。けじめのある人」とブログで語っている。
これまでに2001年、2010年と二度の車上荒らしに遭い、愛車のタイヤとホイールを盗まれた経験がある。2001年の車上荒らしは、4月13日の巨人戦で清原和博相手に隠し球を仕掛け、「卑怯な手でやりたくなかったが、どうしても勝ちたかった」と言い訳した3日後の出来事だったため、「怒ったファンが報復したのでは」という声も挙がった。

## 詳細情報

### 年度別打撃成績
| 年 度      | 球 団      | 試 合 | 打 席 | 打 数 | 得 点 | 安 打 | 二 塁 打 | 三 塁 打 | 本 塁 打 | 塁 打 | 打 点 | 盗 塁 | 盗 塁 死 | 犠 打 | 犠 飛 | 四 球 | 敬 遠 | 死 球 | 三 振 | 併 殺 打 | 打 率 | 出 塁 率 | 長 打 率 | O P S |
| ---------- | ---------- | ----- | ----- | ----- | ----- | ----- | -------- | -------- | -------- | ----- | ----- | ----- | -------- | ----- | ----- | ----- | ----- | ----- | ----- | -------- | ----- | -------- | -------- | ----- |
| 1993       | 横浜       | 55    | 146   | 131   | 5     | 26    | 4        | 1        | 2        | 38    | 12    | 1     | 2        | 1     | 0     | 12    | 1     | 2     | 27    | 2        | .198  | .276     | .290     | .566  |
| 1994       | 横浜       | 107   | 318   | 283   | 31    | 73    | 20       | 0        | 11       | 126   | 44    | 3     | 0        | 0     | 2     | 30    | 1     | 3     | 59    | 7        | .258  | .333     | .445     | .779  |
| 1995       | 横浜       | 103   | 246   | 212   | 27    | 56    | 17       | 1        | 7        | 96    | 29    | 0     | 1        | 2     | 2     | 29    | 2     | 1     | 45    | 1        | .264  | .352     | .453     | .805  |
| 1996       | 横浜       | 114   | 438   | 390   | 49    | 113   | 23       | 5        | 6        | 164   | 59    | 3     | 4        | 6     | 7     | 33    | 3     | 2     | 55    | 11       | .290  | .343     | .421     | .763  |
| 1997       | 横浜       | 106   | 303   | 265   | 20    | 69    | 12       | 1        | 4        | 95    | 25    | 6     | 2        | 5     | 2     | 29    | 1     | 2     | 62    | 5        | .260  | .336     | .358     | .694  |
| 1998       | 横浜       | 108   | 341   | 304   | 44    | 88    | 20       | 2        | 9        | 139   | 55    | 1     | 2        | 2     | 2     | 31    | 1     | 2     | 54    | 2        | .289  | .357     | .457     | .814  |
| 1999       | 横浜       | 112   | 401   | 363   | 49    | 112   | 17       | 1        | 10       | 161   | 53    | 1     | 2        | 0     | 3     | 34    | 1     | 1     | 49    | 7        | .309  | .367     | .444     | .810  |
| 2000       | 横浜       | 122   | 486   | 440   | 46    | 114   | 23       | 0        | 6        | 155   | 52    | 2     | 2        | 1     | 1     | 41    | 3     | 3     | 69    | 7        | .259  | .326     | .352     | .678  |
| 2001       | 横浜       | 140   | 555   | 490   | 58    | 148   | 18       | 2        | 14       | 212   | 73    | 11    | 7        | 12    | 3     | 46    | 1     | 4     | 73    | 12       | .302  | .365     | .433     | .797  |
| 2002       | 横浜       | 62    | 225   | 209   | 15    | 62    | 11       | 0        | 2        | 79    | 23    | 4     | 2        | 3     | 1     | 11    | 1     | 1     | 36    | 6        | .297  | .333     | .378     | .711  |
| 2003       | 横浜       | 104   | 287   | 268   | 24    | 73    | 12       | 1        | 11       | 120   | 41    | 1     | 3        | 0     | 2     | 14    | 0     | 3     | 64    | 1        | .272  | .314     | .448     | .761  |
| 2004       | 横浜       | 127   | 511   | 463   | 63    | 149   | 16       | 2        | 19       | 226   | 57    | 2     | 4        | 3     | 3     | 39    | 0     | 3     | 100   | 12       | .322  | .376     | .488     | .864  |
| 2005       | 横浜       | 146   | 640   | 578   | 74    | 157   | 28       | 2        | 19       | 246   | 88    | 5     | 3        | 0     | 2     | 57    | 1     | 3     | 119   | 18       | .272  | .339     | .426     | .765  |
| 2006       | 横浜       | 86    | 343   | 307   | 25    | 69    | 13       | 0        | 5        | 97    | 37    | 1     | 2        | 2     | 1     | 27    | 1     | 5     | 78    | 6        | .225  | .297     | .316     | .613  |
| 2007       | 横浜       | 125   | 447   | 404   | 49    | 122   | 25       | 3        | 16       | 201   | 67    | 0     | 1        | 4     | 2     | 34    | 0     | 3     | 54    | 8        | .302  | .359     | .498     | .856  |
| 2008       | 横浜       | 90    | 208   | 186   | 14    | 50    | 11       | 0        | 2        | 67    | 19    | 0     | 0        | 7     | 1     | 13    | 0     | 1     | 30    | 2        | .269  | .318     | .360     | .679  |
| 2009       | 横浜       | 114   | 402   | 361   | 32    | 93    | 16       | 0        | 12       | 145   | 55    | 1     | 1        | 0     | 3     | 35    | 0     | 3     | 90    | 9        | .258  | .326     | .402     | .728  |
| 2010       | 横浜       | 10    | 10    | 9     | 0     | 1     | 0        | 0        | 0        | 1     | 0     | 0     | 0        | 0     | 0     | 1     | 0     | 0     | 0     | 0        | .111  | .200     | .111     | .311  |
| 2011       | 中日       | 64    | 118   | 109   | 4     | 22    | 4        | 1        | 1        | 31    | 6     | 0     | 0        | 3     | 0     | 5     | 0     | 1     | 22    | 3        | .202  | .243     | .284     | .528  |
| 通算：19年 | 通算：19年 | 1895  | 6425  | 5772  | 629   | 1597  | 290      | 22       | 156      | 2399  | 795   | 42    | 38       | 51    | 37    | 521   | 17    | 43    | 1086  | 119      | .277  | .339     | .416     | .755  |

- 各年度の太字はリーグ最高

### 年度別守備成績
| 年 度 | 一塁 | 一塁 | 一塁 | 一塁 | 一塁 | 一塁   | 外野 | 外野 | 外野 | 外野 | 外野 | 外野   |
| 年 度 | 試合 | 刺殺 | 補殺 | 失策 | 併殺 | 守備率 | 試合 | 刺殺 | 補殺 | 失策 | 併殺 | 守備率 |
| ----- | ---- | ---- | ---- | ---- | ---- | ------ | ---- | ---- | ---- | ---- | ---- | ------ |
| 1993  | 3    | 10   | 1    | 0    | 3    | 1.000  | 46   | 44   | 0    | 2    | 0    | .957   |
| 1994  | -    | -    | -    | -    | -    | -      | 87   | 106  | 2    | 4    | 0    | .964   |
| 1995  | -    | -    | -    | -    | -    | -      | 58   | 80   | 1    | 2    | 0    | .976   |
| 1996  | -    | -    | -    | -    | -    | -      | 105  | 184  | 5    | 2    | 2    | .990   |
| 1997  | -    | -    | -    | -    | -    | -      | 81   | 125  | 4    | 0    | 0    | 1.000  |
| 1998  | -    | -    | -    | -    | -    | -      | 87   | 154  | 1    | 4    | 0    | .975   |
| 1999  | 6    | 53   | 4    | 0    | 2    | 1.000  | 94   | 165  | 7    | 1    | 2    | .994   |
| 2000  | 66   | 519  | 33   | 6    | 42   | .989   | 60   | 94   | 4    | 1    | 1    | .990   |
| 2001  | 114  | 724  | 51   | 6    | 64   | .992   | 59   | 90   | 2    | 0    | 0    | 1.000  |
| 2002  | 55   | 415  | 40   | 5    | 26   | .989   | -    | -    | -    | -    | -    | -      |
| 2003  | 47   | 227  | 14   | 1    | 19   | .996   | 47   | 55   | 0    | 0    | 0    | 1.000  |
| 2004  | 53   | 131  | 8    | 1    | 10   | .993   | 106  | 140  | 4    | 2    | 0    | .986   |
| 2005  | 146  | 1272 | 72   | 6    | 111  | .996   | -    | -    | -    | -    | -    | -      |
| 2006  | 82   | 702  | 28   | 4    | 62   | .995   | -    | -    | -    | -    | -    | -      |
| 2007  | 7    | 49   | 5    | 0    | 1    | 1.000  | 91   | 122  | 4    | 2    | 0    | .984   |
| 2008  | 30   | 222  | 14   | 2    | 18   | .992   | 17   | 20   | 1    | 0    | 0    | 1.000  |
| 2009  | 99   | 835  | 63   | 9    | 69   | .990   | -    | -    | -    | -    | -    | -      |
| 2011  | 22   | 167  | 14   | 1    | 17   | .995   | -    | -    | -    | -    | -    | -      |
| 通算  | 730  | 5326 | 347  | 41   | 444  | .993   | 938  | 1379 | 35   | 20   | 5    | .986   |

- 2010年は守備機会なし

### 表彰
- 月間MVP：1回 （1996年4月）

### 記録
初記録
- 初出場：1993年5月23日、対広島東洋カープ9回戦（横浜スタジアム）、8回裏に五十嵐英樹の代打として出場、秋村謙宏から四球
- 初安打：1993年6月5日、対中日ドラゴンズ8回戦（ナゴヤ球場）、8回表に上原晃から右前安打
- 初三振：1993年7月29日、対中日ドラゴンズ20回戦（ナゴヤ球場）、8回表に鹿島忠から
- 初先発出場：1993年7月31日、対広島東洋カープ16回戦（広島市民球場）、7番・右翼手として出場
- 初本塁打・初打点：1993年8月1日、対広島東洋カープ17回戦（広島市民球場）、6回表に佐藤剛から2ラン
- 初盗塁：1993年10月16日、対読売ジャイアンツ26回戦（横浜スタジアム）、4回裏に二盗（投手：斎藤雅樹、捕手：村田真一）

節目の記録
- 1000試合出場：2002年6月16日、対ヤクルトスワローズ12回戦（福島県営あづま球場）、7番・一塁手として先発出場　※史上378人目
- 1000安打：2004年7月16日、対広島東洋カープ14回戦（横浜スタジアム）、2回裏にジョン・ベイルから遊撃内野安打　※史上222人目
- 100本塁打：2004年9月3日、対ヤクルトスワローズ21回戦（横浜スタジアム）、1回裏に鎌田祐哉から右越先制2ラン　※史上236人目
- 1500試合出場：2007年4月14日、対阪神タイガース2回戦（阪神甲子園球場）、9回表にホセロ・ディアスの代打として出場　※史上149人目
- 1500安打：2009年6月2日、対福岡ソフトバンクホークス1回戦（福岡Yahoo! JAPANドーム）、2回表にD.J.ホールトンから右越ソロ　※史上101人目
- 1000三振：2009年6月26日、対阪神タイガース10回戦（阪神甲子園球場）、5回表に安藤優也から　※史上44人目
- 150本塁打：2009年8月9日、対中日ドラゴンズ15回戦（横浜スタジアム）、9回裏に中田賢一から右越3ラン　※史上152人目

その他の記録
- オールスターゲーム出場：3回 （1995年、1996年、2001年）

### 背番号
- 26 （1993年 - 2000年、2007年 - 2010年）
- 10 （2001年 - 2006年）
- 7 （2011年）
- 72 （2014年 - 2016年）

### 代表歴
- 第20回日米大学野球選手権大会 日本代表

### 登場曲
『Jump Around』 / House Of Pain